# مهرینگ (راینلاند-فالتس)
مهرینگ (به آلمانی: Mehring) یک شهر در آلمان است که در تریر-زاربورگ واقع شده‌است. مهرینگ ۲٬۲۲۰ نفر جمعیت دارد.